# باتريك شانون
باتريك شانون (بالإنجليزية: Patrick Shannon)‏ هو سياسي أمريكي، ولد في 1824، وتوفي في 16 ديسمبر 1871.